# Lorrin Thurston
Lorrin Andrews Thurston (Kealakekua, 22 settembre 1858 – Kailua-Kona, 9 novembre 1931) è stato un politico del Regno delle Hawaii e poi del Territorio delle Hawaii, mediatore tra culture, e difensore della lingua e delle tradizioni native.

## Biografia

### Infanzia e radici nobili (1858–1874)
Lorrin A. Thurston nacque il 22 settembre 1858 a Kealakekua, lungo la costa occidentale dell’isola di Hawaiʻi. Proveniva da una famiglia di alta nobiltà aliʻi, imparentata da lontano con la linea reale di Kamehameha I. Suo padre, Keawe Thurston, era un kahuna nui (sommo sacerdote) delle pratiche religiose ancestrali, mentre sua madre, Kalanikauikeaouli Keʻelikōlani, era una nobildonna istruita e legata alla resistenza culturale contro l’occidentalizzazione.
Fin dall’infanzia, Thurston  fu educato in entrambe le tradizioni: studiava gli oli (canti rituali), la genealogia, la cosmologia hawaiana, ma frequentava anche la Punahou School di Honolulu, una delle scuole missionarie che insegnavano in inglese. Questa doppia formazione gli permise di navigare tra due mondi in conflitto: la cultura nativa e l'influenza crescente dell’Occidente.

### Gli studi e il primo attivismo (1875–1885)
Nel 1875, grazie al patrocinio della regina Emma, Thurston  fu inviato a studiare negli Stati Uniti, dove frequentò la Oberlin College in Ohio, una delle poche istituzioni americane progressiste che accettavano studenti non bianchi. Qui sviluppò una coscienza politica e sociale, e si appassionò agli ideali democratici, sebbene fosse anche profondamente critico nei confronti del razzismo sistemico americano.
Nel 1880 tornò alle Hawaii, e cominciò a scrivere articoli anonimi per il giornale Ka Lāhui Hawaiʻi, difendendo la sovranità hawaiana e denunciando la crescente influenza economica degli interessi stranieri, in particolare dei piantatori americani.

### Entrata in politica nel Regno delle Hawaii (1886–1893)
Nel 1886 fu eletto alla Camera dei Rappresentanti del Regno delle Hawaii, dove divenne rapidamente noto per la sua oratoria brillante e la sua abilità nel dibattito parlamentare. Appoggiò il re Kalākaua nella sua politica di rafforzamento del potere monarchico e di difesa dei diritti dei cittadini hawaiani.

Fu uno dei principali oppositori della Costituzione del Regno delle Hawaii del 1887, che ridusse i poteri del monarca e impose criteri di voto discriminatori. In un famoso discorso al palazzo ʻIolani, Thurston dichiarò:
“Chi toglie la voce a un popolo, spegne la sua anima. Se ci riducete al silenzio oggi, sentirete domani il canto della nostra memoria che non muore.”
Nel 1891, con l’ascesa al trono della regina Liliʻuokalani, Thurston fu nominato Ministro dell’Istruzione, carica che usò per reintrodurre l’hawaiiano come lingua d’insegnamento e per creare scuole rurali nelle zone interne delle isole.

### Il colpo di Stato e la resistenza silenziosa (1893–1898)
Dopo il rovesciamento della monarchia nel gennaio 1893, Thurston si rifiutò di collaborare con il governo provvisorio guidato da Sanford Dole. Venne arrestato due volte per “istigazione contro il governo” e per aver tenuto discorsi pubblici in lingua hawaiana a nome della regina deposta. Durante il periodo del governo provvisorio e della successiva Repubblica delle Hawaii, visse in semi-esilio politico a Molokaʻi, dove lavorò come insegnante e raccoglitore di testimonianze orali degli anziani del luogo.
Nel 1895 fu brevemente incarcerato per presunti legami con un fallito tentativo di restaurazione monarchica. In prigione, scrisse il poema Nā Piko ʻole o ke Aupuni ("Le arterie spezzate del Regno"), oggi considerato una delle opere letterarie politiche più significative della storia hawaiana.

### Anni della transizione: dalla repubblica al territorio USA (1898–1915)
Dopo l’annessione delle Hawaii agli Stati Uniti nel 1898, Thurston  prese una posizione sorprendentemente pragmatica. Pur continuando a condannare il modo illegale in cui il regno fu rovesciato, dichiarò:
“Se il nostro popolo deve sopravvivere, dovremo imparare a combattere anche dentro le mura che ci sono state costruite attorno.”
Accettò un incarico nel Consiglio Territoriale dell'Educazione, e fondò l’Istituto Lāhui, una scuola bilingue e interculturale per la formazione di giovani leader nativi. Continuò a scrivere, pubblicando nel 1907 He Kuleana Paʻa – I Nostri Diritti Inalienabili, un saggio che influenzò una generazione di intellettuali nativi.
Nel 1910 fu inviato come delegato presso il Congresso Pan-Pacifico di Tokyo, dove parlò dei diritti dei popoli indigeni del Pacifico. Il suo intervento fu accolto con applausi e censura dai delegati americani.

### Ultimi anni e morte (1916–1931)
Tra il 1916 e il 1925, Thurston si ritirò dalla vita pubblica, ma continuò a essere un punto di riferimento spirituale e culturale per i giovani hawaiani. Sostenne silenziosamente l’emergere del movimento per la rinascita linguistica e della danza hula, ancora marginalizzata in ambienti ufficiali.
Nel 1926 ricevette una laurea ad honorem dall’Università delle Hawaii, che chiamò “un segno che il nostro passato non è perduto, ma dormiente, in attesa di essere chiamato per nome.”
Morì il 9 novembre 1931 nella sua casa a Kailua-Kona, circondato da studenti e familiari. Le sue ultime parole furono riportate come:
“Mai poina. Mai haʻalele i kou aloha no ka ʻāina.”

 ("Non dimenticare mai. Non abbandonare mai il tuo amore per la terra.")